# Concepción, Chile
Concepción este un oraș din Chile, capitala provinciei de nume omonim și a regiunii Biobío. Are o populație de 212.003 de locuitori. Suprafața totală este de 221,6 km². Este situată la 515 km de orașul Santiago de Chile.

## Istorie
Concepción a fost fondat la data de 5 octombrie 1550 de cuceritore spaniol numit Pedro de Valdivia.

## Învățământ
Concepción este un important oraș universitar în Chile. În Orașul Concepción există mai multe universități. Cele mai importante sunt Universidad de Concepción, Universidad del Biobío și Universidad Católica de la Santísima Concepción.

## Climă
Climă regiunii orașului este o climă mediteraneană cu o veri uscati în un timp scurt.

## Galerie

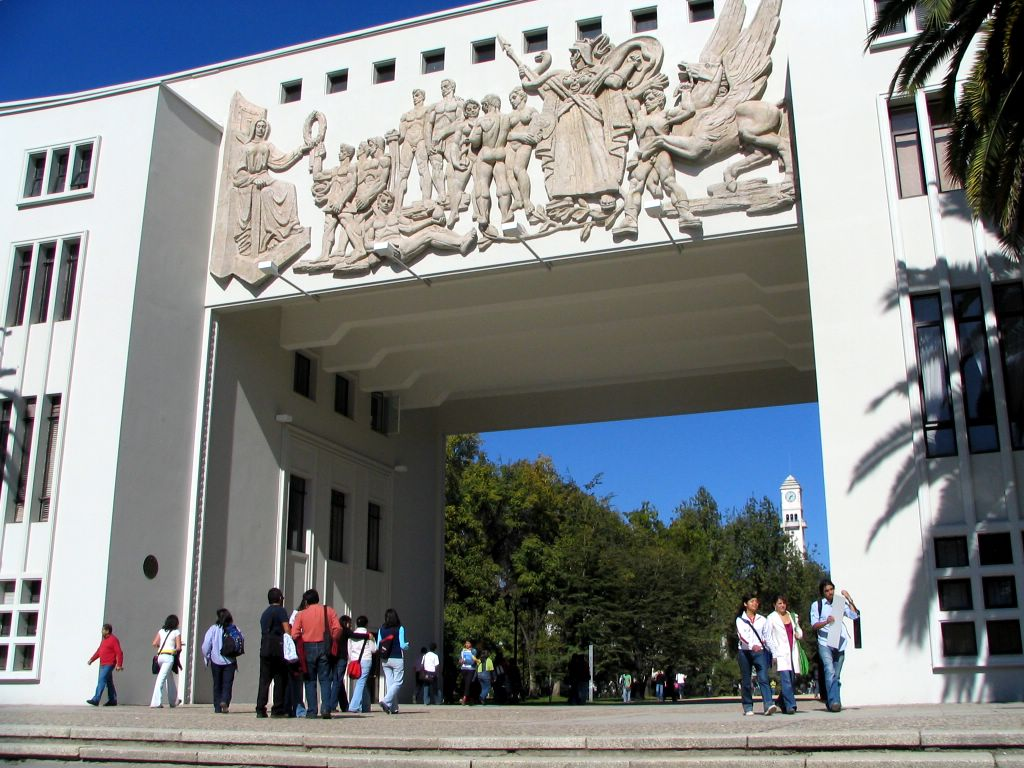
Universidad de Concepción
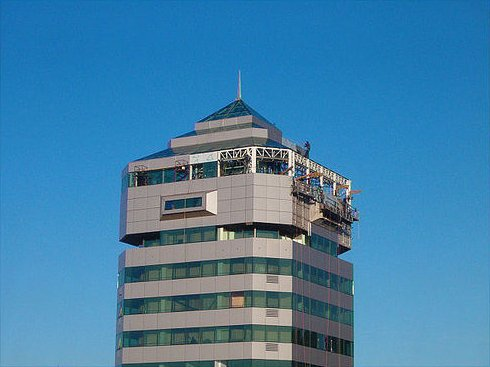
Turnul Andes
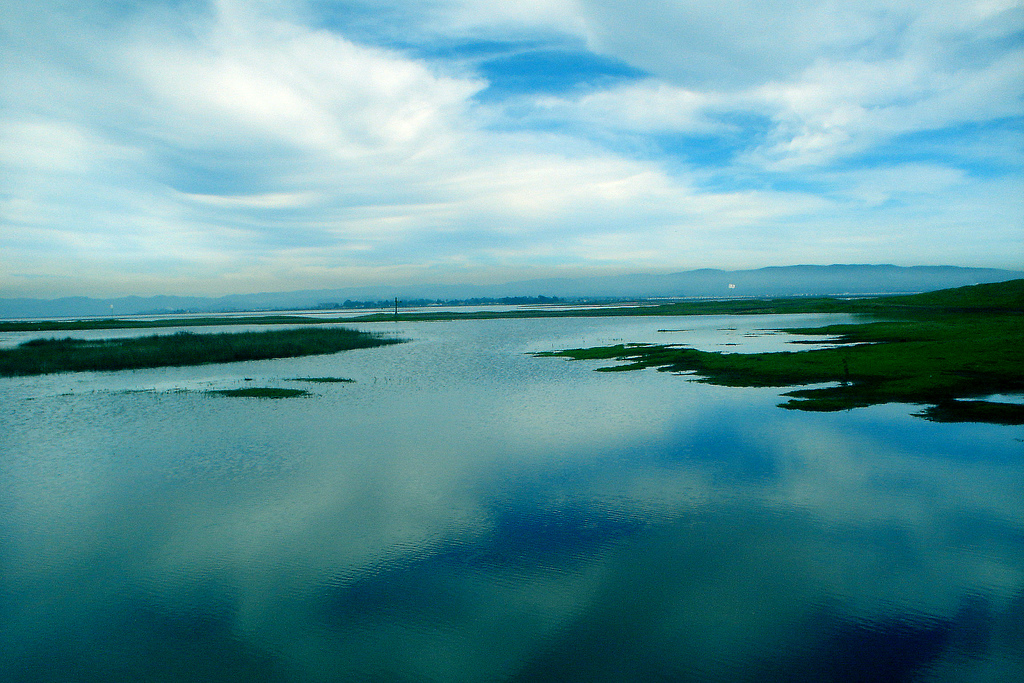
Fluviul Biobío
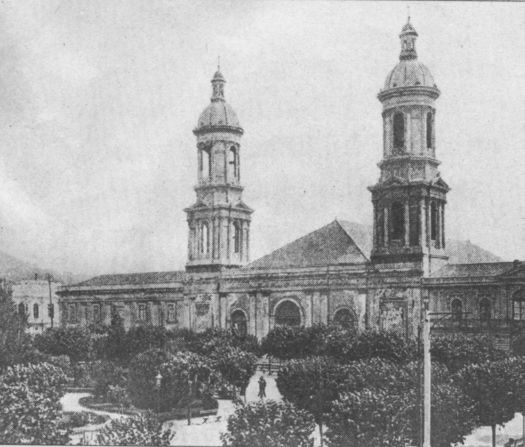
Catedrala din Concepción în anul 1939
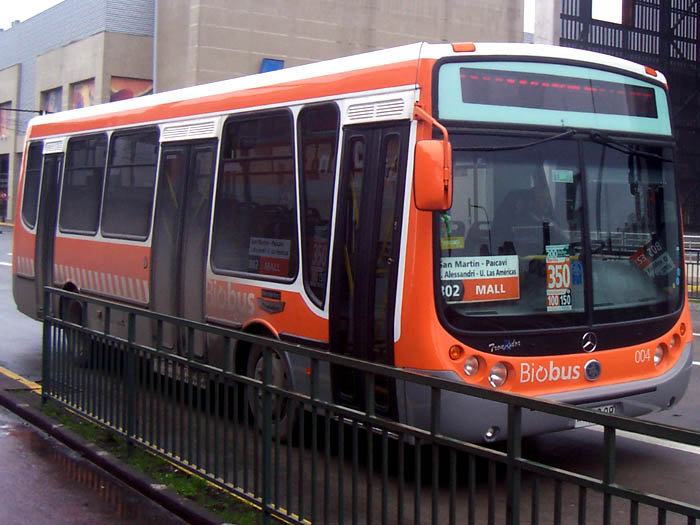
Autobuzul Biobús
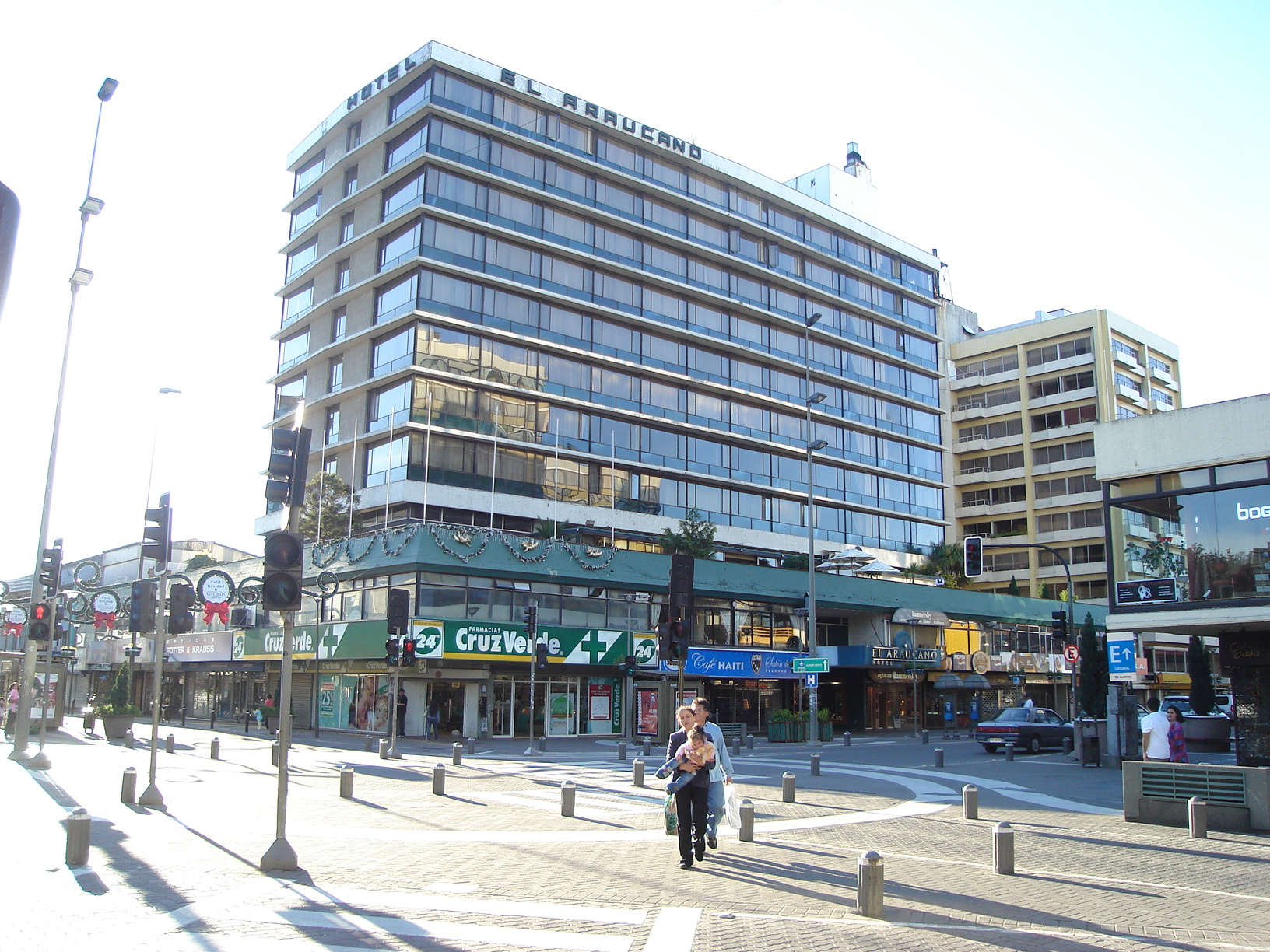
Araucano Hotel
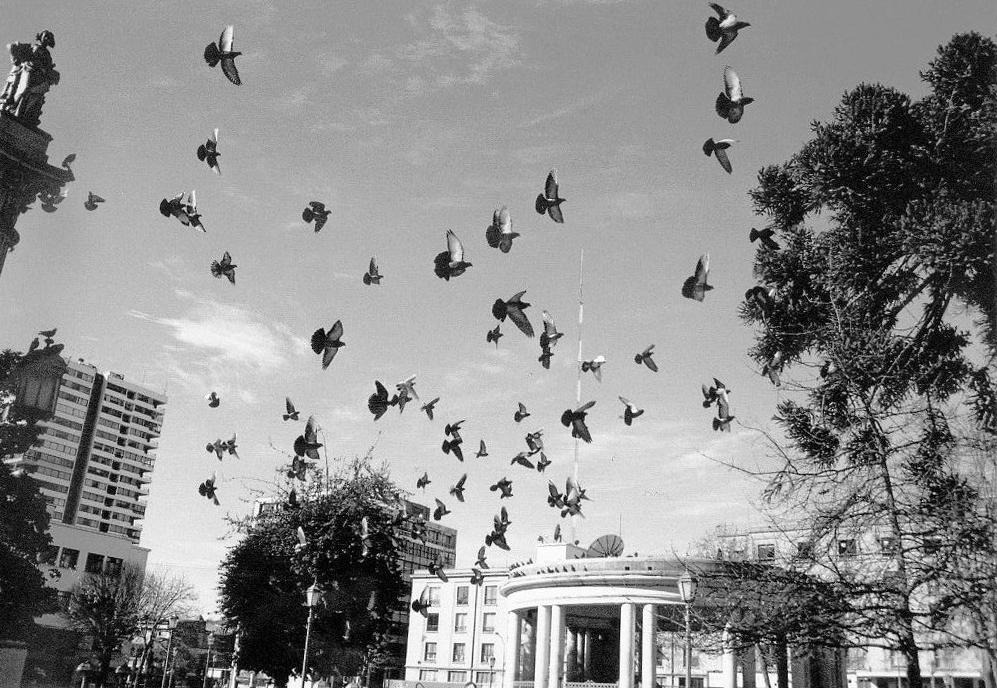
Piaţa Independencia
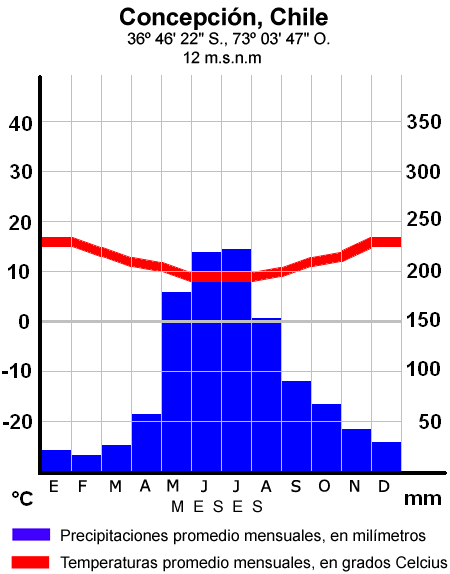
Diagrama climei din Concepción

## Orașe înfrățite
Sunt 8 orașe înfrățite cu Concepción:
- Cascavel, Brazilia
- Betleem, Autoritatea Națională Palestiniană
- Guayaquil, Ecuador
- Rosario, Argentina
- La Plata, Argentina
- Auckland, Noua Zeelandă
- Sucre, Bolivia
- Caracas, Venezuela